# گورانبوی

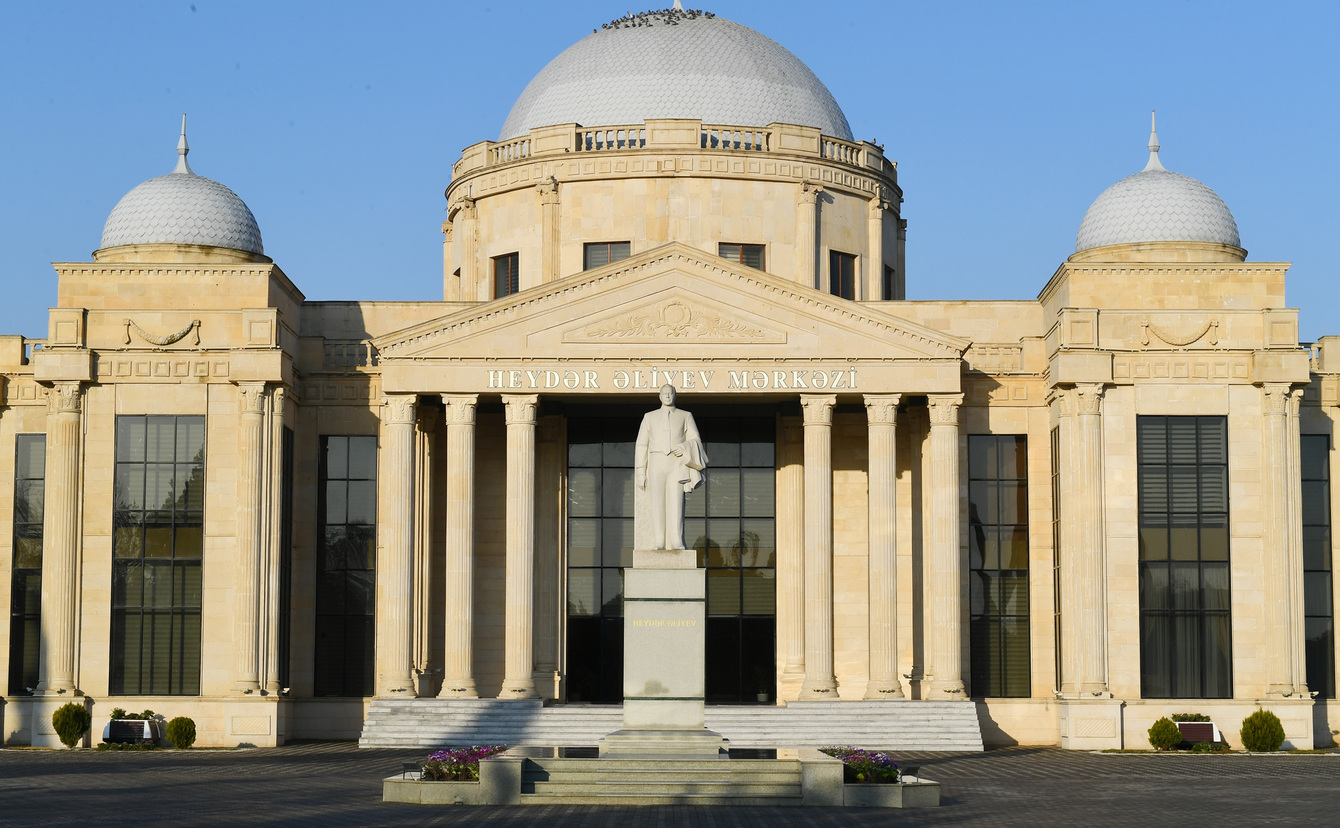
گورانبوی

گورانبوی (به ترکی آذربایجانی: Goranboy) یک شهر در جمهوری آذربایجان است که در شهرستان گورانبوی واقع شده‌است. گران‌بوی ۷٬۹۹۳ نفر جمعیت دارد و ۱۵۶ متر بالاتر از سطح دریا واقع شده‌است.